# Geron aesion
Geron aesion är en tvåvingeart som beskrevs av Neal L. Evenhuis 1979. Geron aesion ingår i släktet Geron och familjen svävflugor.
Artens utbredningsområde är Nya Kaledonien. Inga underarter finns listade i Catalogue of Life.